# Présilly (Jura)
Présilly település Franciaországban, Jura megyében. Lakosainak száma 114 fő (2022. január 1.). Présilly Alièze, Dompierre-sur-Mont, Moutonne, Orgelet és Reithouse községekkel határos.

## Népesség
A település népességének változása:
| Lakosok száma | 122  | 107  | 107  | 103  | 123  | 126  | 132  | 123  | 118  | 114  |
|               | 1968 | 1982 | 1990 | 2006 | 2013 | 2015 | 2017 | 2019 | 2020 | 2022 |